# マルディン県
マルディン県（マルディンけん、トルコ語: Mardin ili、アラビア語: محافظة ماردين、クルド語: Parêzgeha Mêrdînê）は、トルコ南東部、南東アナトリアに位置する県。2000年の人口は83万人程度であったが、下降傾向にある。西にシャンルウルファ県、北にディヤルバクル、バトマン、北東にスィイルト、東にシュルナクと接しており、南部はシリア国境である。マルディン大都市自治体とは同一の範囲である。
伝統的にアナトリアとメソポタミアの境界部に存在した地域であり、多くの民族が暮らしている。マルディン、ミドヤット、イェシリー、サヴラ、オマーリ地区ではアラブ人が多数派であり、少数民族にはクルド人、シリア人、トルコ人があげられる。また、その他の地域はクルド人が主要民族となる地域であり、アラブ人、アッシリア人、シリア人、トルコ人が少数派となっている。
地元のシリア・クリスチャンの共同体はアッシリア人のジェノサイドによって著しく数を減らし、トルコにある2つの最古の修道院から支援されている。クリスチャン共同体はミドヤット市のトル・アブディンの街に集中しており、小さな共同体がおおよそ100もあり、シリア・クリスチャンの中心地となっている。
政治的に、この地域は現代イスラム主義の公正発展党、さらにクルド人愛国派の民主人民党、そして正道党が同じ程度の勢力で競い合っている。1970年代から1980年代にかけてはクルド独立派の勢力とトルコ軍が大きな衝突を起こした。
失業、貧困がネックとなっており、この県からの人口の流出は激しい。このため西南方面エーゲ海岸地方への移住者が出ている。この件を解決するために空港の整備、アンカラ - バグダード間の中心都市としての改良などインフラ整備が政治的に行われている。
マルディンはアラム語で"要塞"を意味する。

## 下位自治体
- アルトゥクル（Artuklu）
- ダルゲチト（Dargeçit）
- デリク（Derik）
- クズルテペ（Kızıltepe）
- マズダウ（Mazıdağı）
- ミディヤト（Midyat）
- ヌサイビン（Nusaybin）
- エメルリ（Ömerli）
- サヴル（Savur）
- イェシッリ（Yeşilli）